# Myrabolia haroldiana
Myrabolia haroldiana is een keversoort uit de familie Myraboliidae. De wetenschappelijke naam van de soort is voor het eerst geldig gepubliceerd in 1876 door Reitter in Harold.